# Караибрахимгил, Нил
Нил Караибрахимгил (или просто Нил; тур. Nil Karaibrahimgil; род. 17 октября, 1976 год, Анкара, Турция) — турецкая певица

.
В 2000 году поступила в отделение международных отношений Босфорского университета.
В Турции стала известной прежде всего по рекламе одного из ведущих турецких операторов мобильной связи Турксель (Turkcell), снявшись в ней в роли путешественницы, время от времени нуждающейся в телефонной карточке. (В последующих некоторых рекламах снималась вместе с Тарканом).

## Дискография
- Nil Dünyası (2002) — Страна Нил
- Nil FM (2004) — Нил FM
- Tek Taşımı Kendim Aldım (2006) — Я купила себе кольцо сама (с одним камнем)
- Nil Kıyısında 2009 — На берегу Нил(а)

песни:
Seviyorum Sevmiyorum
Çok Canım Acıyo
Yalnızlardanım
Ne Garip Adam
İlla
Eminim Sevmediğine
Duma Duma Dum
Kırık
Aşkımız Her Zamanki Gibi Tehlikede
Yalnız Kalpler De Atarlar